# 6402 Holstein
6402 Holstein (1991 GQ10) là một tiểu hành tinh vành đai chính được phát hiện ngày 9 tháng 4 năm 1991 bởi Freimut Börngen ở Tautenburg.